# Terese Fredenwall
Anna Terese Fredenwall , född den 29 december 1986 i Täby, är en svensk låtskrivare, sångerska och gitarrist. Hon har släppt fem soloalbum på eget bolag och deltog 2013 i Melodifestivalen.

## Karriär
Som låtskrivare har Fredenwall arbetat med artister som Jenny Berggren, Danny Saucedo, Jonah Nilsson (Dirty Loops), Date och Sounds of Nonno. Hon har släppt fem soloalbum på eget bolag. Med materialet från skivan Närmare mig blev hon nominerad som en av tre till Ted Gärdestadstipendiet 2010.
Den 26 augusti 2012 vann Fredenwall radiomusiktävlingen Svensktoppen nästa 2012 med låten "Drop the fight". Fredenwall blev i och med vinsten också den första artisten som blev klar för tävlan i Melodifestivalen 2013. Den 19 oktober 2012 presenterade Sveriges Television att Fredenwall skulle tävla med det egenskivna bidraget "Breaking the Silence". Den 23 februari 2013 tävlade hon i den fjärde deltävlingen i Malmö Arena i Malmö där hon slutade på en femteplats och därmed skrev historia som den första artisten utvald av svenska folket att ta sig till andra omröstningen. Slutplaceringen blev en sjuttondeplats av trettiotvå bidrag. Låten kom in på Svensktoppen den 10 mars samma år och röstades fram som årets bästa låttext på SVT:s web.[källa behövs]
Den 3 februari 2013 medverkade Fredenwall i underhållningsprogrammet Så ska det låta tillsammans med Tommy Nilsson. De släppte även  en duett av låten "Breaking the silence" samma år till förmån för föreningen Talita.

## Övrigt
Den 7 feb 2012 släppte Fredenwall den specialskrivna låten "Middle Aged Married Man" i samarbete med författaren och journalisten Caroline Engwall för att uppmärksamma barn- och tonårsprostitution i Sverige. Låten släpptes digitalt tillsammans med en musikvideo. 

## Utmärkelser
- 2012 – Utbult-stipendiet[5]

## Diskografi

### Album
- 2009 – Colors from my heart (CD)
- 2010 – Närmare mig (CD)
- 2011 – Not about the Songs (CD)
- 2013 – Breaking the Silence (CD)
- 2016 – Vildmarken

### Fotnoter
1. ↑  I folkbokföringen stavas efternamnet med v

1. ↑  Sveriges befolkning
1990:
Fredenvall, Anna Terese
2. ↑  Berlin, Torbjörn (20 maj 2010). ”Terese – musikmakare som kan bli stipendiat”. Allehanda.se. Arkiverad från originalet den 19 augusti 2010. https://web.archive.org/web/20100819103841/http://allehanda.se/noje/1.2040214-terese-musikmakare-som-kan-bli-stipendiat. Läst 27 augusti 2012.
3. ↑  Dahlander, Gustav (26 augusti 2012). ”Terese Fredenwall får den första platsen i Melodifestivalen 2013”. Sveriges Television. http://www.svt.se/melodifestivalen/terese-fredenwall-far-den-forsta-platsen-i-melodifestivalen-2013. Läst 26 augusti 2012.
4. ↑  ”Julstämning i premiären av Så ska det låta”. Allas. 21 december 2012. Arkiverad från originalet den 11 september 2016. https://web.archive.org/web/20160911203645/http://www.allas.se/julstamning-i-premiaren-av-sa-ska-det-lata/. Läst 11 september 2016.
5. ↑  ”Utbult-stipendiet till Terese Fredenwall”. Dagen. 5 november 2012. http://www.dagen.se/kultur/utbult-stipendiet-till-terese-fredenwall-1.119413. Läst 11 september 2016.